# Charge flottante
En common law, une charge flottante est une sûreté qui porte sur la totalité des biens actuels et futurs de l'entreprise. Devant être publiée, elle prend seulement effet au moment où la société est en état d'inexécution par rapport à ses obligations.
Cette sûreté provient du droit des pays anglo-saxons, où elle est appelée floating charge. Au Québec, la charge flottante était utilisée comme sûreté avant 1994, mais elle a été remplacée par l'hypothèque ouverte (art. 2715 C.c.Q.) lors de l'adoption du Code civil du Québec.